# Mattias Konnebäck
Jakob Mattias Konnebäck, född 8 december 1967, är en svensk medieperson. Han var jurymedlem i TV 4:s Tack gode gud tillsammans med Staffan Lindberg samt manusförfattare och programledare i Sveriges Radios satirserie Public Service.